# Condado de Chemung
El condado de Chemung (en inglés, Chemung County) es un condado del estado de Nueva York, Estados Unidos. Tiene una población estimada, a mediados de 2021, de 83 045 habitantes.
La sede del condado es Elmira.

## Geografía
Según la Oficina del Censo, el condado tiene un área total de 1064 km², de la cual 1055 km² son tierra y 9 km² son agua.

### Condados adyacentes
- Condado de Schuyler, Nueva York - norte
- Condado de Tompkins, Nueva York - noreste
- Condado de Tioga, Nueva York - este
- Condado de Bradford, Pensilvania - sur
- Condado de Tioga, Pensilvania - sureste
- Condado de Steuben, Nueva York - oeste

## Transporte

### Principales carreteras
- Interestatal 86 / Ruta Estatal de Nueva York 17 (Southern Tier Expressway)
- Ruta Estatal de Nueva York 13
- Ruta Estatal de Nueva York 14
- Ruta Estatal de Nueva York 328
- Ruta Estatal de Nueva York 352

## Demografía

### Censo de 2020
Según el censo de 2020, en ese momento el condado tenía 84 148 habitantes.
| Raza                   | Núm.   | Porc.  |
| ---------------------- | ------ | ------ |
| Blancos                | 70 463 | 83.74% |
| Afroamericanos         | 5315   | 6.32%  |
| Amerindios             | 240    | 0.29%  |
| Asiáticos              | 1432   | 1.70%  |
| Isleños del Pacífico   | 15     | 0.02%  |
| Otras razas            | 947    | 1.13%  |
| De una mezcla de razas | 5736   | 6.82%  |

Del total de la población, el 3.49% eran hispanos o latinos de cualquier raza.

### Censo de 2000
En el 2000,  los ingresos promedio de los hogares del condado eran de $36,415 y los ingresos promedio de las familias eran de $43,994. Los hombres tenían ingresos per cápita por $35,076 frente a los $24,215 que percibían las mujeres. Los ingresos per cápita para el condado eran de $18,264. Alrededor del 13.00% de la población estaba bajo el umbral de pobreza nacional.

## Localidades
Municipios
- Ashland
- Baldwin
- Big Flats
- Catlin
- Chemung
- Elmira
- Erin
- Horseheads
- Veteran
- Southport
- Van Etten

Ciudades, villas y aldeas
- Breesport (lugar designado por el censo)
- Elmira (ciudad)
- Elmira Heights (villa)
- Horseheads (villa)
- Millport (villa)
- Pine Valley (lugar designado por el censo)
- Van Etten (villa)
- Wellsburg (villa)
- West Elmira (lugar designado por el censo)
- Horseheads North (lugar designado por el censo)